# Catherine Howard, Countess of Nottingham
Catherine Howard, Countess of Nottingham, född 1547, död 1603, var en engelsk hovfunktionär. 
Hon var First Lady of the Bedchamber till Englands drottning Elisabet I av England mellan 1572 och 1603. 
Hon hade en god relation till Elisabet och fungerade tidvis som hennes förtrogna. Även hennes två döttrar var anställda i Elisabets hushåll vid olika tillfällen. Hon insjuknade 1601 och avled strax före Elisabet. 